# Communauté rurale de Ndiamalathiel
La communauté rurale de Ndiamalathiel est une communauté rurale du Sénégal située en moyenne Casamance, au sud du pays. 
Créée en 2011 par scission de la communauté rurale de Ndiamacouta, elle fait partie de l'arrondissement de Boghal, du département de Bounkiling et de la région de Sédhiou.
Son chef-lieu est le village centre de Ndiamalathiel.